# Campeonato Europeo de Ciclismo en Ruta de 2019
El IV Campeonato Europeo de Ciclismo en Ruta se realizó en Alkmaar (Países Bajos) entre el 7 y el 11 de agosto de 2019, bajo la organización de la Unión Europea de Ciclismo (UEC) y la Real Federación Neerlandesa de Ciclismo.
El campeonato constó de carreras en las especialidades de contrarreloj y de ruta, en las divisiones élite masculino, élite femenino, femenino sub-23 y masculino sub-23; además se disputó una contrarreloj por relevos mixtos. En total se otorgaron nueve títulos de campeón europeo.

## Programa
El programa de competiciones es el siguiente:
| Día          | Prueba                          | Trayecto | Distancia (km) | Ganador                            |
| ------------ | ------------------------------- | -------- | -------------- | ---------------------------------- |
| Contrarreloj |                                 |          |                |                                    |
| 7 de agosto  | Contrarreloj por relevos mixtos | Alkmaar  | 44,8           | Países Bajos                       |
| 8 de agosto  | Contrarreloj sub-23 femenina    | Alkmaar  | 22,4           | Hannah Ludwig · ( Alemania)        |
| 8 de agosto  | Contrarreloj sub-23 masculina   | Alkmaar  | 22,4           | Johan Price-Pejtersen ( Dinamarca) |
| 8 de agosto  | Contrarreloj élite femenina     | Alkmaar  | 22,4           | Ellen van Dijk · ( Países Bajos)   |
| 8 de agosto  | Contrarreloj élite masculina    | Alkmaar  | 22,4           | Remco Evenepoel · ( Bélgica)       |
| Ruta         |                                 |          |                |                                    |
| 9 de agosto  | Ruta sub-23 femenina            | Alkmaar  | 92,5           | Letizia Paternoster · ( Italia)    |
| 10 de agosto | Ruta sub-23 masculina           | Alkmaar  | 138,0          | Alberto Dainese · ( Italia)        |
| 10 de agosto | Ruta élite femenina             | Alkmaar  | 115,0          | Amy Pieters · ( Países Bajos)      |
| 11 de agosto | Ruta élite masculina            | Alkmaar  | 172,6          | Elia Viviani · ( Italia)           |

1. ↑  Circuito de 11,5 km – 8 vueltas.
2. ↑  Circuito de 11,5 km – 12 vueltas.
3. ↑  Circuito de 11,5 km – 10 vueltas.
4. ↑  Ruta de 46,16 km + circuito de 11,5 km – 11 vueltas.

## Resultados

### Masculino
- Contrarreloj individual

| Puesto | Ciclista        | País      | Tiempo   |
| ------ | --------------- | --------- | -------- |
| Oro    | Remco Evenepoel | Bélgica   | 24:55,19 |
| Plata  | Kasper Asgreen  | Dinamarca | 25:13,57 |
| Bronce | Edoardo Affini  | Italia    | 25:16,00 |

- Ruta

| Puesto | Ciclista         | País     | Tiempo  |
| ------ | ---------------- | -------- | ------- |
| Oro    | Elia Viviani     | Italia   | 3:30:52 |
| Plata  | Yves Lampaert    | Bélgica  | 3:30:53 |
| Bronce | Pascal Ackermann | Alemania | 3:31:01 |

### Femenino
- Contrarreloj individual

| Puesto | Ciclista       | País         | Tiempo   |
| ------ | -------------- | ------------ | -------- |
| Oro    | Ellen van Dijk | Países Bajos | 28:07,73 |
| Plata  | Lisa Klein     | Alemania     | 28:37,10 |
| Bronce | Lucinda Brand  | Países Bajos | 28:59,73 |

- Ruta

| Puesto | Ciclista       | País         | Tiempo  |
| ------ | -------------- | ------------ | ------- |
| Oro    | Amy Pieters    | Países Bajos | 2:56:02 |
| Plata  | Elena Cecchini | Italia       | 2:56:02 |
| Bronce | Lisa Klein     | Alemania     | 2:56:02 |

### Masculino sub-23
- Contrarreloj individual

| Puesto | Ciclista              | País      | Tiempo   |
| ------ | --------------------- | --------- | -------- |
| Oro    | Johan Price-Pejtersen | Dinamarca | 25:53,24 |
| Plata  | Mikkel Bjerg          | Dinamarca | 26:04,58 |
| Bronce | Stefan Bissegger      | Suiza     | 26:06,18 |

- Ruta

| Puesto | Ciclista        | País      | Tiempo  |
| ------ | --------------- | --------- | ------- |
| Oro    | Alberto Dainese | Italia    | 3:08:53 |
| Plata  | Niklas Larsen   | Dinamarca | 3:08:53 |
| Bronce | Rait Ärm        | Estonia   | 3:08:53 |

### Femenino sub-23
- Contrarreloj individual

| Puesto | Ciclista            | País     | Tiempo   |
| ------ | ------------------- | -------- | -------- |
| Oro    | Hannah Ludwig       | Alemania | 29:20,85 |
| Plata  | Mariya Novolodskaya | Rusia    | 28:58,37 |
| Bronce | Elena Pirrone       | Italia   | 29:59,96 |

- Ruta

| Puesto | Ciclista            | País         | Tiempo  |
| ------ | ------------------- | ------------ | ------- |
| Oro    | Letizia Paternoster | Italia       | 2:15:00 |
| Plata  | Marta Lach          | Polonia      | 2:15:00 |
| Bronce | Lonneke Uneken      | Países Bajos | 2:15:00 |

### Mixto
- Contrarreloj por relevos

| Puesto | Ciclistas                                                                                              | País         | Tiempo |
| ------ | --- | ------------ | ------ |
| Oro    | Koen Bouwman Bauke Mollema Ramon Sinkeldam Floortje Mackaij Riejanne Markus Amy Pieters                | Países Bajos | 52:49  |
| Plata  | Marco Mathis Jasha Sütterlin Justin Wolf Lisa Brennauer Lisa Klein Mieke Kröger                        | Alemania     | 53:03  |
| Bronce | Edoardo Affini Manuele Boaro Davide Martinelli Vittoria Guazzini Elisa Longo Borghini Silvia Valsecchi | Italia       | 54:14  |

## Medallero
| Núm. | País         | Oro | Plata | Bronce | Total |
| ---- | ------------ | --- | ----- | ------ | ----- |
| 1    | Italia       | 3   | 1     | 3      | 7     |
| 2    | Países Bajos | 3   | 0     | 2      | 5     |
| 3    | Dinamarca    | 1   | 3     | 0      | 4     |
| 4    | Alemania     | 1   | 2     | 2      | 5     |
| 5    | Bélgica      | 1   | 1     | 0      | 2     |
| 6    | Polonia      | 0   | 1     | 0      | 1     |
| 6    | Rusia        | 0   | 1     | 0      | 1     |
| 8    | Estonia      | 0   | 0     | 1      | 1     |
| 8    | Suiza        | 0   | 0     | 1      | 1     |
|      | TOTAL        | 9   | 9     | 9      | 27    |